# Гилёвский сельсовет (Завьяловский район)
Гилёвский сельсовет — сельское поселение в Завьяловском районе Алтайского края Российской Федерации.
Административный центр — село Гилёвка.

## История
Статус и границы сельского поселения установлены Законом Алтайского края от 2 декабря 2003 года № 64-ЗС «Об установлении границ муниципальных образований и наделении их статусом сельского, городского поселения, городского округа, муниципального района».

## Население
| 1997  | 1998  | 1999  | 2000  | 2001  | 2002  | 2003  | 2004  | 2005  | 2006  | 2007  |
| ----- | ----- | ----- | ----- | ----- | ----- | ----- | ----- | ----- | ----- | ----- |
| 1731  | ↘1727 | ↘1719 | ↗1724 | ↘1702 | ↘1610 | ↗1624 | ↗1634 | ↘1604 | ↘1548 | ↘1525 |
| 2008  | 2009  | 2010  | 2011  | 2012  | 2013  | 2014  | 2015  | 2016  | 2017  | 2018  |
| ↘1466 | ↘1442 | ↘1306 | ↘1303 | ↘1287 | ↗1294 | ↘1258 | ↘1236 | ↘1232 | ↘1226 | ↘1211 |
| 2019  | 2020  | 2021  |       |       |       |       |       |       |       |       |
| ↘1166 | ↗1172 | ↘1130 |       |       |       |       |       |       |       |       |

По результатам Всероссийской переписи населения 2010 года, численность населения муниципального образования составила 1306 человек, в том числе 625 мужчин и 681 женщина.

## Состав сельского поселения
| № | Населённый пункт | Тип населённого пункта       | Население |
| - | ---------------- | ---------------------------- | --------- |
| 1 | Гилёвка          | село, административный центр | ↘1130     |